# Vercurago
Vercurago – miejscowość i gmina we Włoszech, w regionie Lombardia, w prowincji Lecco.
Według danych na rok 2004 gminę zamieszkiwały 2784 osoby, 1392 os./km².